# Barnard 163
Barnard 163 – ciemna mgławica znajdująca się w konstelacji Cefeusza. Została skatalogowana przez astronoma Edwarda Barnarda w jego katalogu pod numerem 163. Znajduje się w odległości około 3000 lat świetlnych od Ziemi.
Barnard 163 jest chłodniejsza niż jej okolica, co stwarza warunki pozwalające na gęstnienie gazu i formowanie nowych gwiazd. Mgławica ta znajduje się na pierwszym planie wielkiej mgławicy emisyjnej IC 1396.